# Diecezja Gracias
Diecezja Gracias (łac. Dioecesis Graciasus) – diecezja Kościoła rzymskokatolickiego w Hondurasie. Należy do metropolii San Pedro Sula.

## Historia
27 kwietnia 2021 została erygowana przez papieża Franciszka z części diecezji Santa Rosa de Copán.
26 stycznia 2023 papież Franciszek przyporządkował biskupstwo nowo powstałej metropolii San Pedro Sula.

## Biskupi diecezjalni
- Walter Guillén Soto SDB